# Morne Grande Voûte
Le morne Grande Voûte est un sommet situé dans les monts Caraïbes au Sud de l'île de Basse-Terre en Guadeloupe. S'élevant à 549 mètres d'altitude, il est localisé à la limite des territoires des communes de Vieux-Fort et de Gourbeyre.

## Géologie

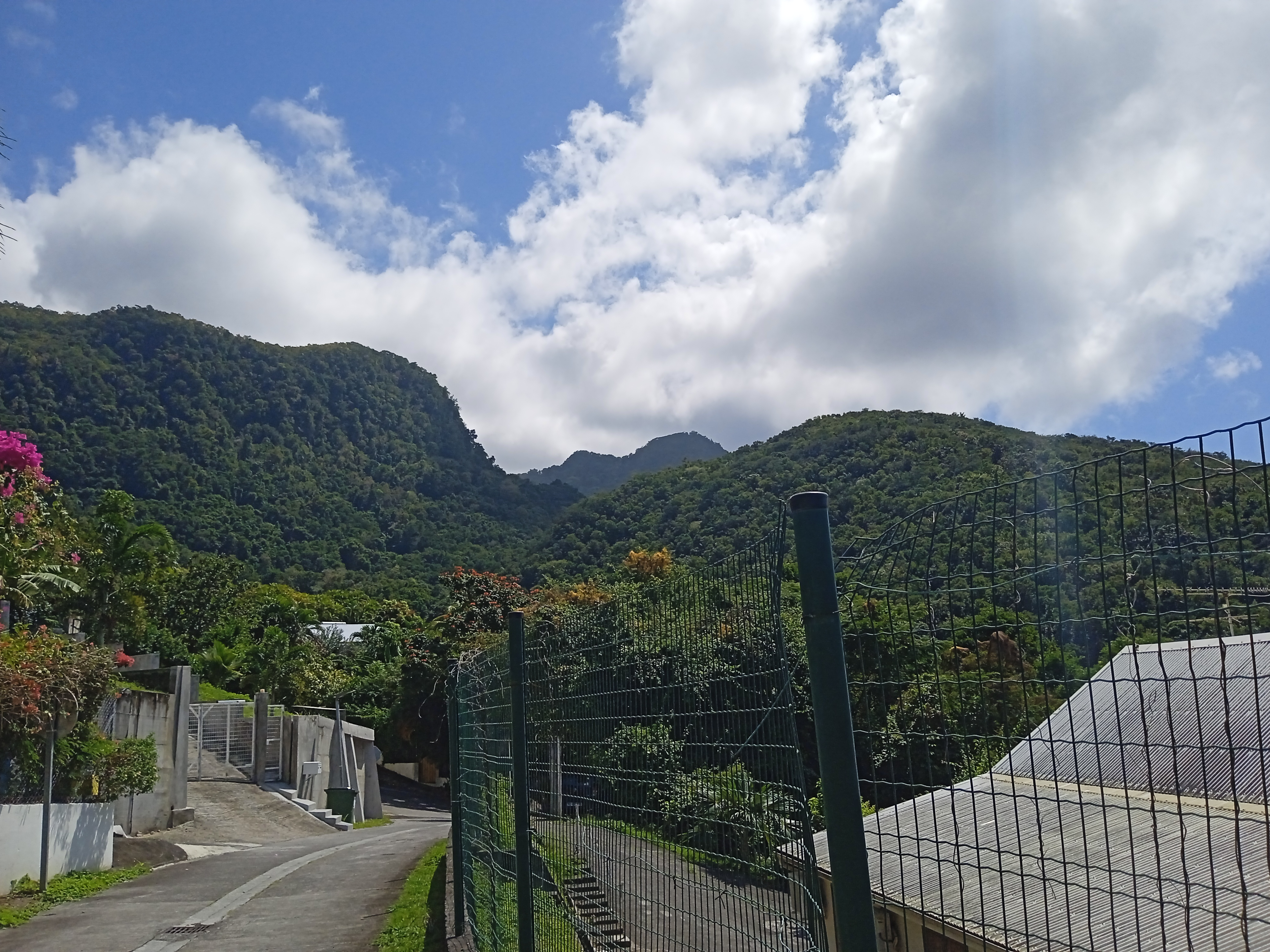
Dans l'ordre : Morne Cadet, Vent Soufflé et Morne Grande Voûte, vus de Houëlmont.